# Saran Loiret Handball
Maillots
Actualités
Dernière mise à jour : 20 février 2025.
Le Saran Loiret Handball est un club français de handball situé à Saran, dans la banlieue nord-ouest d'Orléans, dans le département du Loiret.
Fondé en 1974 sous le nom de l'Union sportive municipale de Saran, le club prend sa dénomination actuelle en 2016, année de sa première accession en Starligue, l'élite du handball français. Il y évolue deux saisons puis une troisième lors de la saison 2023-2024. Ainsi, il évolue en Proligue (D2) pour la saison 2024-2025.

## Historique
Le club omnisports de l'Union sportive municipale de Saran est fondé en juin 1974 par la fusion de deux associations postscolaires : l'Amicale laïque qui proposait la pratique du basket et du tir et le Cercle laïque culturel et sportif pour le football, le handball, le tennis, le canoë- kayak et la philatélie.
La section de handball accède au championnat national (nationale 3) pour la première fois lors de la saison 1990-91. Il accède pour la première fois à la Nationale 1 (D3) en 2002.
En 2015, après plusieurs deuxièmes places, l'USM Saran remporte la poule 3 de Nationale 1 et participe aux barrages d'accession à la Pro D2. Grâce à une victoire sur le Saint-Marcel Vernon, le club orléanais obtient son accession en Championnat de France Pro D2 2015-2016. Pour sa première saison à ce niveau, l'USM Saran projette de se maintenir dans le championnat et se renforce, notamment par l'arrivée de Matthieu Drouhin. Finalement, Saran remporte le championnat lors de la dernière journée et obtient ainsi l'accession directe en Lidl StarLigue, nouveau nom de la Division 1.

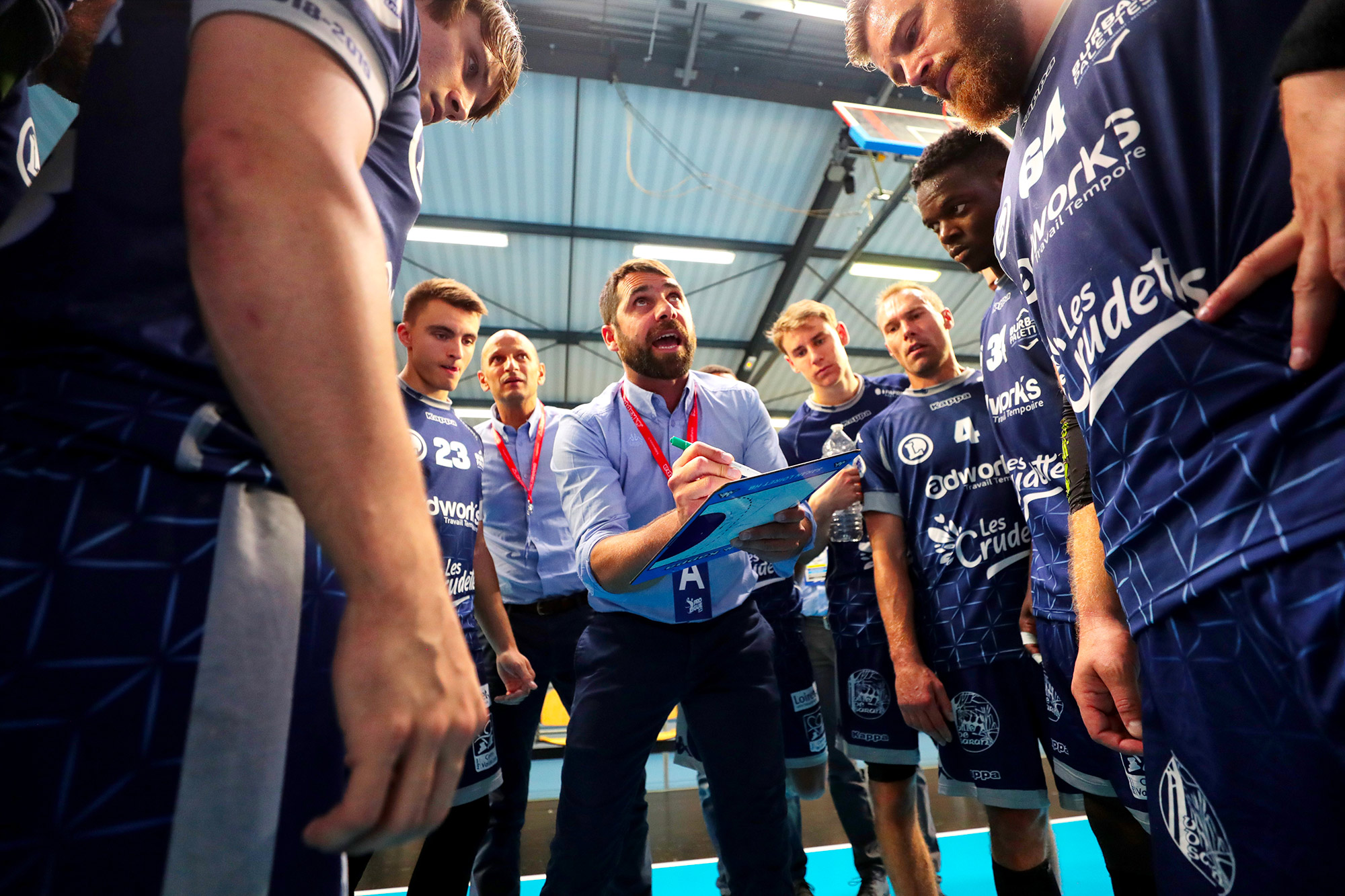
L'entraîneur Fabien Courtial donne ses recommandations d'avant-match en 2018.

Pour sa première saison en première division, le club change de nom et devient le Saran Loiret Handball. Dans le but de se maintenir, Saran recrute notamment le champion du monde français Igor Anic et l'ancien parisien Ibrahima Diaw. Le club du Loiret est alors le plus petit budget du championnat, mais réalise une bonne première partie de saison, étant classé à la 8e place à la mi-saison. Mais le club connait ensuite une série de neuf défaites consécutives jusqu'à devenir relégable avant le dernier match décisif de la saison. La victoire face à Chambéry (28-26) permet d'obtenir son maintien, les Saranais parvenant ainsi à passer devant l'US Créteil à la différence de buts.
L'année suivante, le club recrute le champion du monde espagnol Chema Rodriguez, lequel est rejoint en 2018 par un autre champion du monde espagnol, José Manuel Sierra.
Pourtant, pour sa deuxième saison en première division, le club est relégué en deuxième division.
En juillet 2019, une nouvelle marque représentant son équipe professionnelle est mis en place sous le nom de Septors.
À la suite de leur promotion en Ligue 1 en 2023, l'équipe première quitte Saran pour jouer ses matches à domicile au Palais des sports à Orléans.
En décembre 2023, l'entraîneur Fabien Courtial est remercié et est remplacé par Jérémy Roussel, arrivé au club 2 ans et demi plus tôt en tant que responsable de la formation. Roussel ne parvient pas à obtenir le maintien du club : battu à domicile par l'US Ivry la dernière journée, le club est relégué à cause d'un déficit d'un point par rapport à son adversaire et à l'US Créteil. C'est alors le Portugais Luís Cruz, dont la signature a été annoncée en mars 2024 qui entraîne le club lors de la saison 2024-2025 de Proligue.

## Palmarès
Le palmarès du club est :
- Vainqueur du Championnat de France de D2 (2) : 2016, 2021
- Deuxième du Championnat de France de Nationale 1 (1) : 2015
- Vainqueur du Championnat de France de Nationale 2 (1) : 2011
- Finaliste du Championnat de France de Nationale 3 : 1998

## Personnalités liées au club

### Entraîneurs
Parmi les entraîneurs du club, on trouve :
- Fabien Courtial : de 2010 à décembre 2023
- Jérémy Roussel : de décembre 2023 à juin 2024 (intérim)
- Luís Cruz : depuis 2024

### Joueurs
Parmi les joueurs ayant évolué au club, on trouve :
- William Accambray : depuis 2023
- Jean-Jacques Acquevillo : de 2014 à 2018
- Igor Anic : de 2016 à 2017
- Jérémie Courtois : de 2018 à 2021
- Florian Delecroix : depuis 2023
- Ibrahima Diaw : de 2016 à décembre 2018
- Matthieu Drouhin : de 2015 à 2020
- Yann Genty : de 2023 à 2024
- Yann Gheysen : de 2013 à 2019
- Valentin Kieffer : de 2019 à 2021
- Jef Lettens : de 2015 à 2016
- Monzalé Mbemba : de 2014 à 2018
- Yoann Perrin : de 1999 à 2018
- Alexis Poirier : de 2014 à 2018
- Hadrien Ramond : de 2017 à 2024
- Chema Rodríguez : de 2017 à 2020
- Vasko Ševaljević : de 2021 à 2022
- José Manuel Sierra : de 2018 à 2020
- Tomi Vozab : de 2015 à 2017

## Salles et affluence

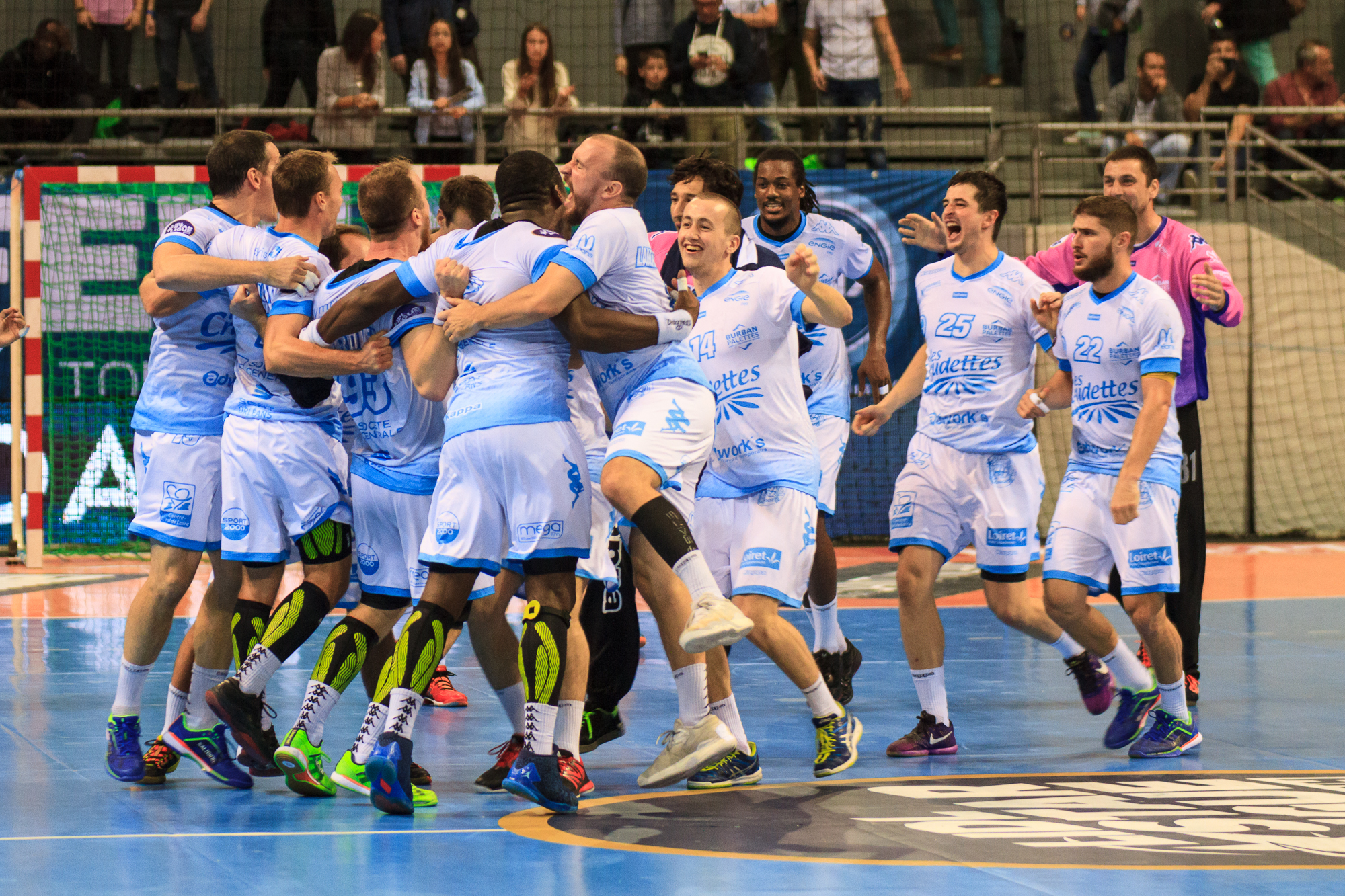
L'équipe de Saran célèbre un match nul à Toulouse en D1.

La salle historique du club est la Halle des sports du Bois Joly, d'une capacité de 1200 places et située à Saran, qui est ensuite devenu la Halle des sports Jacques-Mazzuca, du nom du fondateur du club omnisports de l'USM Saran en 1974. 
Le club a également évolué à Orléans au Palais des sports et au Co'Met (9 316 places).

## Historique du logo

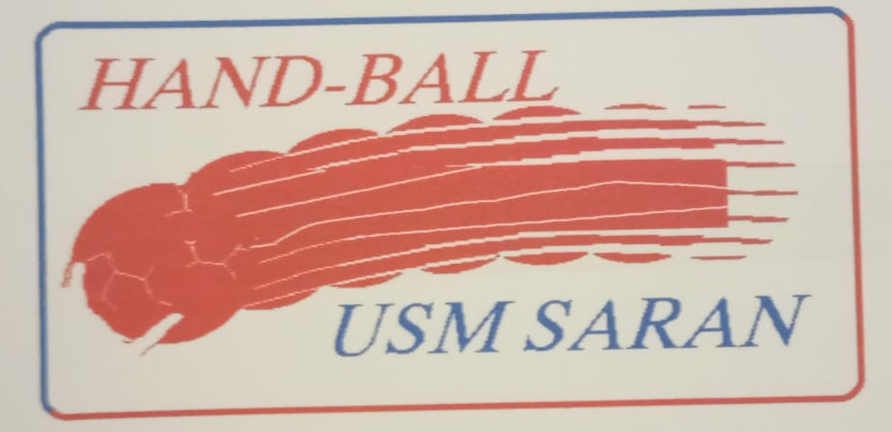
Logo avant 2016
Logo avant 2019
Logo actuel